# Grupo Impala
O Grupo Impala é uma editora de revistas portuguesas.
O grupo empresarial atua em diversas áreas de negócio, com particular relevo no setor editorial, sendo líder na publicação de revistas. A Impala definiu desde o início dos anos 1970 a paisagem editorial em Portugal e afirmou-se logo de início como pioneira do setor, lançando diversas revistas de informação generalista ou especializada.
O grupo edita várias publicações em Portugal, entre as quais as revistas:
- TV 7 Dias
- Nova Gente
- Maria
- Ana
- VIP
- Segredos de Cozinha
- Mulher Moderna na Cozinha